# 杜耶·博纳契奇
杜耶·博纳契奇（1929年4月10日—2020年1月24日），克罗地亚男子赛艇运动员。他曾代表南斯拉夫参加1952年夏季奥林匹克运动会赛艇比赛，获得男子四人单桨无舵手金牌。